# زنبق یهودیه
زنبق یهودیه (نام علمی: Iris atrofusca) نام یک گونه از سرده زنبق است.